# Ángel Cabrera (golfer)
Ángel Cabrera (Villa Allende, Córdoba, 12 september 1969) is een Argentijnse golfprofessional.

## Carrière
Cabrera was jarenlang de caddie van Eduardo Romero, die vlak naast hem woonde. Op zijn advies ging Cabrera zelf ook spelen en op 20-jarige leeftijd werd hij professional. Vanaf 1996 speelt Cabrera op de Europese Tour.
Op de wereldranglijst bereikt Cabrera in 2005 de negende plaats. In 2007 behaalde Cabrera tourkaart voor de Amerikaanse PGA Tour. Dat jaar won hij als eerste Argentijn het US Open, en als tweede Argentijn een major. Zijn voorganger was Roberto De Vicenzo, die in 1967 het Brits Open won. Later dat jaar werd Cabrera Argentijns Sportman van het Jaar en kreeg de gouden Olimpia. In 2009 won hij zijn tweede major, het Masterstoernooi, na een sudden death play-off met Chad Campbell en Kenny Perry.

## Prestaties

### Professional
PGA Tour
| Nr. | Datum         | Toernooi           | Score           | Score |
| --- | ------------- | ------------------ | --------------- | ----- |
| 1   | 17 juni 2007  | US Open            | 69-71-76-69=285 | +5    |
| 2   | 12 april 2009 | Masters Tournament | 68-68-69-71=276 | –12   |
| 3   | 6 juli 2014   | Greenbrier Classic | 68-68-64-64=264 | –16   |

Europese Tour
- 2001: Open de Argentina
- 2002: Benson & Hedges International Open
- 2005: BMW Championship
- 2007: US Open
- 2009: The Masters

Zuid-Amerikaanse Tour
Op de Tour de las Americas heeft Cabrera tien toernooien gewonnen:
- 1998: Brazil Open
- 1999: Torneo de Maestros, Brazil Open
- 2001: Torneo de Maestros Telefonica
- 2002: Abierto de Argentina
- 2004: Abierto del Sur
- 2005: Torneo de Maestros Personal
- 2006: Abierto del Centro
- 2007: Abierto del Centro, Torneo de Maestros
- 2012: Abierto de Argentina
- 2013: Abierto del Centro

### Elders
- 1991: San Diego Grand Prix
- 1992: Abierto Norpatagonico
- 1994: Villa Gessel Grand Prix, Abierto del Sur, Abierto del Centro, Nautico Hacoaj Grand Prix
- 1995: Paraguay Open, El Rodeo Open, Abierto del Litoral
- 1996: Volvo Masters of Latin America, Abierto del Sur, Abierto de Santiago Del Estero, Viña del Mar Open
- 1997: Abierto del Centro
- 1998: Argentine PGA Championship
- 2000: Abierto del Centro
- 2001: Abierto del Centro
- 2002: Argentine PGA Championship
- 2004: Abierto del Norte
- 2005: Abierto del Centro, Abierto del Norte
- 2007: PGA Grand Slam of Golf, Barclays Singapore Open